# Seven Drunken Nights
Seven Drunken Nights (được dịch là Bảy đêm say) là một bài dân ca vui nhộn của Ailen, thỉnh thoảng còn được gọi là Our Goodman (là bài hát số 274 của thiếu nhi Anh và Ailen). Thông thường chỉ có bốn, năm hoặc bảy tối được nhắc đến trong bài hát, do vậy, bài hát này còn có tên là Bốn đêm say. Mỗi một đêm say là một lời của bài hát và được nhắc lại nhịp điệu cũng như nhạc vào các đêm tiếp theo. Nội dung bài hát là câu chuyện của một người đi uống rượu về nhà vào các buổi tối và phát hiện ra các chứng cứ cho việc ngoại tình của vợ, nhưng vợ anh ta thì luôn tìm cách giải thích, thuyết phục anh ta rằng đó chỉ là những đồ dùng, vật dụng gia đình hằng ngày thôi.
Bài hát "Seven Drunken Nights" được biết đến với sự trình diễn của ban nhạc The Dubliners

## Lời bài hát

### Đêm thứ 1-5
Đêm thứ nhất, thường là đêm Thứ hai, người kể chuyện nhìn thấy một con ngựa lạ ở bên ngoài cửa ra vào:
| As I went home on Monday night as drunk as drunk could be, I saw a horse outside the door where my old horse should be. Well, I called me wife and I said to her: "Will you kindly tell to me Who owns that horse outside the door where my old horse should be?" | (Dịch Thái Bá Tân) Một tối nọ tôi về nhà muộn Say, say, say thật là say Và thấy có ngựa ai đang đứng, Nơi tôi cột ngựa hằng ngày. Tôi hỏi vợ tôi, vợ tôi xinh đẹp: "Bà ơi, bà nói tôi hay: Ngựa của ai, ngựa ai đang đứng, Nơi tôi cột ngựa hằng ngày?" |

Bà vợ anh ta trả lời rằng đó chỉ là con bò sữa, một món quà của người mẹ:
| "Ah, you're drunk, you're drunk, you silly old fool, still you can not see That's a lovely sow that me mother sent to me." | "Này ông ngốc, ông mù không thấy, Ông say, say quá mất rồi. Đó chẳng qua là con bò sữa Bà già vừa mới cho tôi". |

Anh ta đều tìm ra được chỗ hổng trong lý lẽ của bà vợ, nhưng dường như không có cách nào để vặn lại được:
| Well, it's many a day I've travelled a hundred miles or more, But a saddle on a sow sure I never saw before. | Thế giới này tôi đã đi ngàn dặm, Có thể còn nhiều hơn thế nữa cơ, Nhưng bò sữa mà có cả yên cương, hàm thiếc, Quả là tôi chưa thấy bao giờ |

Bốn đêm tiếp theo có liên quan đến cái áo choàng (nhưng anh ta nhận ra những cái cúc, còn bà vợ thì bảo đó chỉ là cái chăn), cái tẩu (cái sáo thiếc - tin whistle - mà có đầy thuốc lá), đôi ủng (hay cái bình hoa có dây giày) và cuối cùng là một cái đầu thò ra từ trong chăn mà bà vợ bảo là đứa con; cuối mỗi đoạn là cùng điệp khúc trên được hát lại.

### Đêm thứ 6-7
Hai đoạn sau này ít khi được hát vì lời hát khá sỗ sàng. Đoạn thứ 6 cũng theo mẫu chuyện tương tự, như chuyện người đàn ông nhìn thấy một đôi tay trên đôi ngực người vợ. Bà vợ giải thích rằng đó chỉ là cái áo ngủ mà bà mẹ đã tặng, nhưng anh ta nhận ra rằng cái áo này lại có những ngón tay.
Một phiên bản khác thì viết rằng anh ta nhìn thấy một người đàn ông chạy ra khỏi cửa lúc khoảng sau 3 giờ sáng, người vợ giải thích đó là người thu thuế do Nữ hoàng cử đến. Người đàn ông nhận ra vấn đề và đã nói:
| Well, it's many a day I've travelled a hundred miles or more, but an Englishman who can last til three, I've never seen before. | Thế giới này tôi đã đi ngàn dặm, có thể còn nhiều hơn thế nữa cơ, có người mà còn thức đến ba giờ sáng, quả là tôi chưa thấy bao giờ. |

Còn đoạn thứ 7 cũng có bằng chứng "phạm tội" của người vợ và bà vợ đã ngay lập tức lý luận để phủ nhận những gì anh ta thắc mắc. Anh nhận ra lỗ hổng trong lời của vợ nhưng không có cách gì hơn là thốt lên các câu như trong đoạn điệp khúc trên: "Thế giới này tôi đã đi ngàn dặm, có thể còn nhiều hơn thế nữa cơ, cây nến mà có hai quả bóng ở trên, quả là tôi chưa thấy bao giờ".
Một phiên bản khác cho đêm thứ bảy (đêm ngày Chủ nhật) là:
| "...that's a carrot that my mother sent to me" | "...đó là củ cà rốt bà già vừa mới gửi cho tôi". |

và ông chồng thì nói rằng:
| a carrot with it's onions on, I've never seen before | củ cà rốt mà có củ hành ở phía trên, quả là tôi chưa thấy bao giờ. |

## "Bốn đêm say"
"Bốn đêm say" (Four Nights Drunk) là một phiên bản khác của bài hát với nhịp điệu nhanh hơn, vẫn liên quan đến toàn bộ câu chuyện dẫu đã được tóm tắt lại. Bốn đêm này theo mẫu đêm đầu tiên của "Bảy đêm say", với con ngựa và đôi ủng xuất hiện, theo sau là chiếc mũ, và chuyển thành người đàn ông lạ, rồi lại đến đứa con. Bài hát này đã được Steeleye Span thu âm trong album Ten Man Mop, or Mr. Reservoir Butler Rides Again.
Bốn đêm say
Một tối nọ tôi về nhà muộn -
Say, say, say thật là say -
Và thấy có ngựa ai đang đứng,
Nơi tôi cột ngựa hàng ngày.
Tôi hỏi vợ tôi, vợ tôi xinh đẹp:
"Bà ơi, bà nói tôi hay:
Ngựa của ai, ngựa ai đứng đấy,
Nơi tôi cột ngựa hàng ngày?"
"Này ông ngốc, ông mù không thấy,
Ông say, say quá mất rồi.
Đó chẳng qua là con bò sữa
Bà già vừa mới cho tôi."
Thế giới này tôi đã đi nghìn dặm,
Có thể còn nhiều hơn cơ,
Nhưng bò sữa có yên cương, hàm thiếc,
Quả tôi chưa thấy bao giờ.
2
Tối thứ hai tôi về nhà muộn -
Say, say, say thật là say -
Và thấy mũ ai đang treo trước cửa,
Nơi tôi treo mũ hàng ngày.
Tôi hỏi vợ tôi, vợ tôi xinh đẹp:
"Bà ơi, bà nói tôi hay:
Mũ ai đấy, đang treo trước cửa,
Nơi tôi treo mũ hàng ngày?"
"Này ông ngốc, ông mù không thấy,
Ông say, say quá mất rồi.
Đó chẳng qua là cái xô đựng nước
Bà già vừa mới cho tôi."
Thế giới này tôi đã đi nghìn dặm,
Có thể còn nhiều hơn cơ,
Nhưng xô nước hai bên hông có lỗ
Quả tôi chưa thấy bao giờ
3
Tối thứ ba tôi về nhà muộn -
Say, say, say thật là say –
Và thấy quần ai vắt trên lưng ghế,
Nơi tôi vẫn vắt hàng ngày.
Tôi hỏi vợ tôi, vợ tôi xinh đẹp:
"Bà ơi, bà nói tôi hay,
Quần của ai vắt trên lưng ghế,
Nơi tôi vẫn vắt hàng này?"
"Này ông ngốc, ông mù không thấy,
Ông say, say quá mất rồi.
Đó chẳng qua mớ giẻ lau bát đĩa
Bà già vừa mới cho tôi."
Thế giới này tôi đã đi nhìn dặm,
Có thể còn nhiều hơn cơ,
Nhưng giẻ rách có thắt lưng, dây khóa,
Quả tôi chưa thấy bao giờ.
4
Tối thứ tư tôi về nhà muộn -
Say, say, say thật là say -
Và thấy có đầu ai trên gối,
Nơi tôi vẫn gối hàng ngày.
Tôi hỏi vợ tôi, vợ tôi xinh đẹp:
"Bà ơi, bà nói tôi hay:
Đầu ai đấy, đang kê trên gối,
Nơi tôi vẫn gối hàng ngày?"
"Này ông ngốc, ông mù không thấy,
Ông say, say quá mất rồi.
Đó chẳng qua chỉ là bắp cải
Bà già vừa mới cho tôi."
Thế giới này tôi đã đi nghìn dặm,
Có thể còn nhiều hơn cơ,
Nhưng bắp cải có râu, ria mép,
Quả tôi chưa thấy bao giờ

## Chàng cao bồi say
Trong số những bản dịch ở Nga, bản nổi tiếng nhất là của Alexander Tkachev, có tên "Chàng cao bồi say" (The drunk cowboy). Bản dịch 5 phần, ở cuối mỗi phần người vợ bảo chàng cao bồi đi ngủ..